# Forces thaïlandaises libres
Les Forces thaïlandaises libres (Free Thai Movement ou เสรีไทย / Seri Thai,,) étaient un mouvement de résistance clandestin contre le Japon durant la Seconde Guerre mondiale. Le mouvement a été une importante source de renseignement militaire pour les Alliés dans cette région. Les Forces Thaïlandaises Libres était le seul mouvement de résistance de la Seconde Guerre mondiale qui a utilisé ses propres avions de combat.

## Historique

De gauche à droite, au premier plan ; Adun Adundetcharat (bordure gauche), Seni Pramoj et Pridi Phanomyong (en blanc)

Les Forces Thaïlandaises Libres furent créées et dirigées par Seni Pramoj, ambassadeur de Thaïlande à Washington de 1940 à 1945. 
Ce réseau de résistance est organisé conjointement dans l'ombre par Pridi Phonmayong aidé par le chef de la police Adun Adundetchatrat, et est soutenu dans son combat par les communistes chinois et, en 1944, par les alliés américains et britanniques. Il mène des opérations de sabotage contre les convois japonais et récolte des renseignements stratégiques. Ce réseau de résistance évitera à la Thaïlande d'être classée parmi les "vaincus" à l'issue de la Seconde Guerre mondiale. 

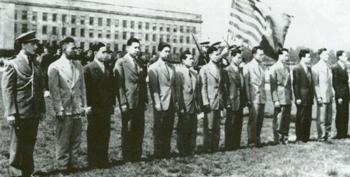
Résistants thaïlandais ayant reçu la médaille de la liberté du gouvernement U.S le 2 septembre 1945. De gauche à droite : Air Chief Marshall Dawee Chullasapya, Major General Boonmark Tesabutr, Commander Vimol Viriyavidh, Piset Pattaphongs, M.C. Yuthisatien Sawadivatana, M.L. Ekachai Kumpoo, Anond Srivardhana, Dr. Sala Tsanond, Air Marshal Sith Savetsila, Umnuay Poonpipatana, Udomsak Pasavanij, Kusa Punyarchun, Somjit Yos-sunthorn.

Les officiers sont principalement formés aux États-Unis par l'OSS. De fait, la résistance armée thaïlandaise souffrira de la rivalité politique entre Américains et Britanniques, ces derniers ayant intégré des Thaïlandais dans leur Force 136. En effet, les Américains suspectent les Britanniques, au travers de leurs clauses de capitulation très sévères, de vouloir imposer un statut de type colonial à la Thaïlande d’après guerre. 
Le Docteur Puey Ungpakorn (1916-1999, MBE) est le chef du courant pro-britannique des étudiants thaïs libres. Commandant à titre temporaire (General List) dans l'armée britannique (Force 136), il est promu Membre de l’Ordre de l'Empire britannique (MBE) à titre militaire le 29 août 1946. 
Après la guerre, économiste renommé, il est directeur de la Banque de Thaïlande de 1959 à 1971. Recteur de l’université Thammasat de Bangkok, il trouve refuge en Angleterre en 1976 à la suite d’un coup d’État de droite.
Le Prince Subha Chin Svasti Svastivat (OBE) appartient aussi au courant pro-britannique. Ancien officier de l’armée thaïlandaise, il accompagne la famille royale qui s'exile en Angleterre en 1935, sa sœur étant la femme du roi de Thaïlande. Après une formation complémentaire à l’Académie militaire royale de Woolwich, il est nommé sous-lieutenant de la General List (officier sans spécialité) le 28 décembre 1942. 
Chargé dans un premier temps de fonctions administratives, il se porte volontaire pour opérer dans son pays quand Anthony Eden autorise l’envoi de volontaires thaïs. Lieutenant-colonel à titre temporaire à la fin de la guerre, il est nommé Officier de l’Empire Britannique (OBE) à titre militaire le 29 août 1946.